# تهی‌خاران
تهی‌خاران(نام علمی: Coelacanthidae) نام یک تیره از راسته تهی‌خار است.